# Tomáš Honz
Tomáš Honz (*15. června 1989 Praha) je český malíř, ilustrátor a grafik.

## Život
Tomáš Honz vystudoval malbu na Akademii výtvarných umění v Praze. Absolvoval také půlroční stáž na Taipei University of Arts na Tchaj-wanu a na The Art Department v USA.
V minulosti se živil jako designér a ilustrátor ve filmovém průmyslu.
Dnes[kdy?] je známý pro schopnost skloubit tradiční malbu z konce 19. století se současnými tématy a moderními technologiemi. Jeho obrazy lze popsat jako citlivé a řemeslně dokonale namalované krajiny, často s tichou a tajemnou atmosférou. Své obrazy často maluje pod širým nebem, tváří v tvář motivu.

## Výstavy

### Vybrané samostatné výstavy
- 10/2012 – Plenér – Decada, Praha
- 12/2013 – V divočině – Galerie U Niny, Praha
- 11/2014 – Vzpomínky na Tchaj-wan – Galerie u Zlatého Kohouta, Praha
- 12/2014 – Tajné krajiny – Galerie Art, Chrudim
- 02/2016 – Neskutečnost – Galerie Magazín, Terezín
- 03/2016 – Naše sousedství / Můj svět – Galerie 9, Praha
- 01/2017 – Mýty ze starého světa – Galerie Viaart, Praha
- 07/2017 – Mýty ze starého světa – Galerie Art, Chrudim
- 11/2018 – Chrudimsko – Galerie Art, Chrudim
- 04/2019 – Mytické krajiny (obrazy) – Galerie města Kolína, Kolín
- 11/2019 – Noc a den – Galerie ViaArt, Praha
- 12/2021 - Sám v lese - Městské Muzeum a Galerie Hlinska, Hlinsko v Čechách

### Vybrané skupinové výstavy
- 02/2012 – Buyfeel / Obrázky v oblacích – City Tower, Praha
- 03/2012 – G1 – Galerie Akademie výtvarných umění, Praha
- 04/2012 – Školní práce – Galerie Morna, Praha
- 08/2012 – Výstava studentů Ateliéru klasické malby – Muzeum středního pootaví Strakonice
- 03/2013 – Mladá grafika – Galerie Hollar, Praha
- 12/2013 – Zimní kompost – Galerie Artatak, Praha
- 02/2015 – Napůl – Galerie ViaArt, Praha
- 07/2015 – Diplomanti AVU – Veletržní palác, Národní galerie, Praha
- 07/2015 – Voda hučí, bory šumí – Nákladové nádraží Žižkov, Praha
- 09/2015 – Diplomanti AVU – repríza – Městská galerie, Polička
- 04/2016 – V krajině – Galerie evropského umění, Praha
- 10/2016 – Žák, Sedlo, Honz, Wojnar – Galerie AVU, Praha
- 02/2017 – Krajina 2017 – Nová galerie, Praha
- 03/2017 – V krajině – Městská galerie, Brno
- 04/2018 – Rozbřesk – Východočeská Galerie, Pardubice
- 09/2018 – Sympozium – Galerie Felixe Jeneweina, Kutná Hora
- 09/2019 – Krajinow – Muzeum umění a designu, Benešov
- 09/2019 – Chrám krásných míst – Jan Čejka Gallery, Praha
- 10/2019 – Dialogy – Galerie Kooperativy, Praha

## Zastoupení v publikacích
- Expose 11 – Ballistic Publishing, 2013
- Současné umění očima Martina Fryče – HereLove, 2014
- Sousedé / Neighbours – Uroboros, 2015
- Krajem Chrudimky – Galerie Art Chrudim, 2018
- Dialogy – SVU Mánes, 2019